# Hexagonia hydnoides
Hexagonia hydnoides là một loài nấm thuộc họ Polyporaceae. Đây là một sinh vật gây bệnh cho cây.

## Hình ảnh

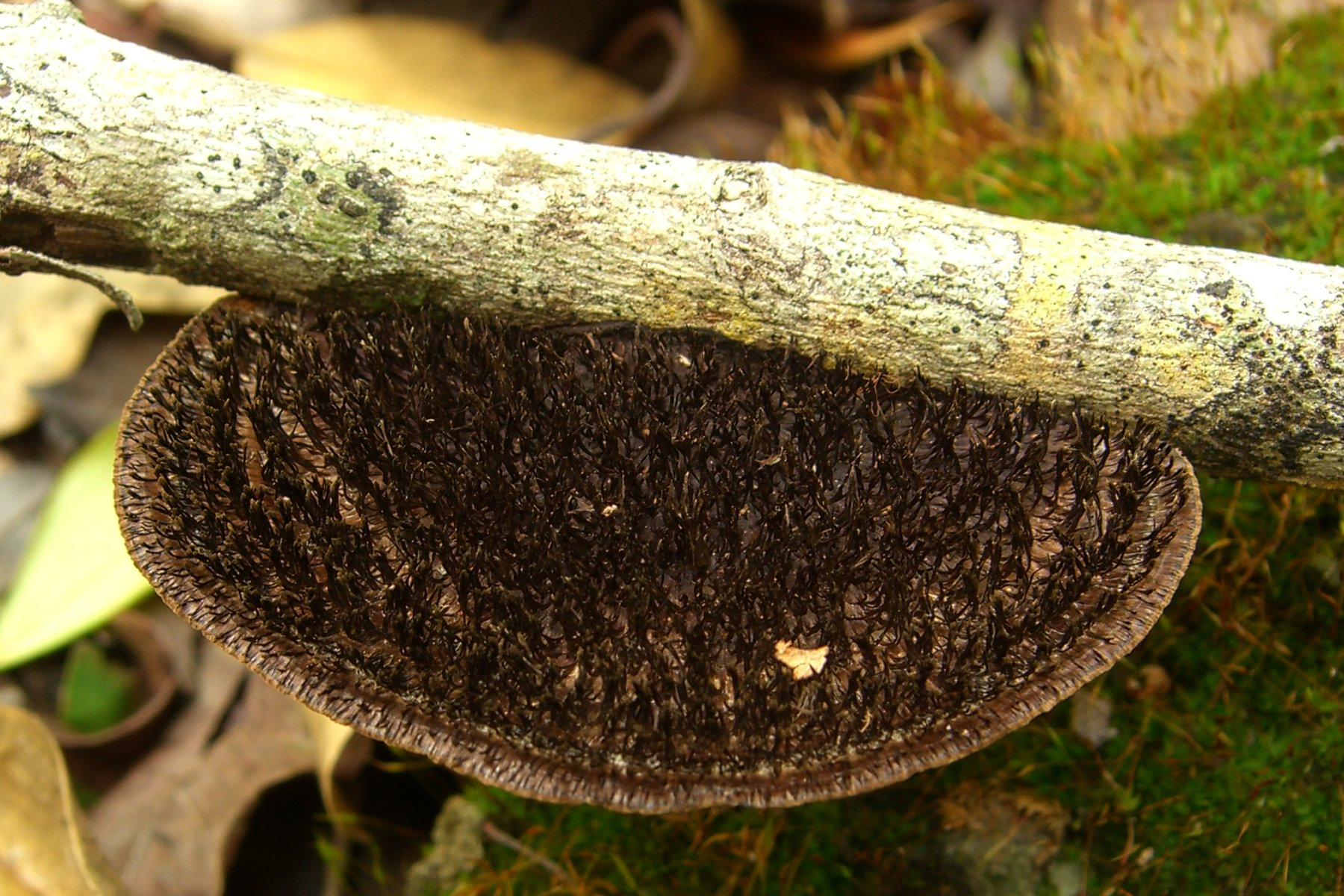